# Normovaný lineární prostor
Normovaný lineární prostor nebo normovaný vektorový prostor je v matematice takový lineární prostor, ve kterém je každému vektoru x přiřazeno reálné číslo – norma – vyjadřující délku vektoru x, tj. na daném lineárním prostoru je definováno zobrazení {\displaystyle x\to \|x\|}. Pro normu vektoru x, označovanou {\displaystyle \|x\|}, musí platit následující 3 vlastnosti:
1. {\displaystyle (\forall x:\|x\|\geq 0)\land (\|x\|=0\iff x={\vec {0}}),}
2. {\displaystyle \|\alpha x\|=|\alpha |\|x\|,}
3. {\displaystyle \|x+y\|\leq \|x\|+\|y\|.}

Často je výhodné definovat normu pomocí skalárního součinu. V případě, že je na lineárním prostoru definována norma shodná s normou definovanou pomocí skalárního součinu, nazývá se daný lineární prostor prostorem unitárním. Pokud je metrický prostor odpovídající danému normovanému lineárnímu prostoru úplný, nazývá se daný normovaný lineární prostor jako Banachův prostor. Pokud je úplný metrický prostor odpovídající danému unitárním prostoru, nazývá se daný unitární prostor jako Hilbertův prostor.

## Příklady

#### Aritmetické prostory
Vraťme se nejprve k vektorovým prostorům aritmetických vektorů a ukažme, jak lze na těchto prostorech zavést normu. Uvažujme číselné těleso {\displaystyle \scriptstyle T} a aritmetický prostor {\displaystyle \scriptstyle \mathbb {R} ^{n}}, popř. {\displaystyle \scriptstyle \mathbb {C} ^{n}}, kde {\displaystyle \scriptstyle n\geq 1} je pevně dané přirozené číslo (viz výše). Vektory jsou tedy uspořádané n-tice, {\displaystyle \scriptstyle {\vec {x}}=(x_{1},x_{2},\ldots ,x_{n})}. V definici normy nebyl nijak specifikován explicitní tvar tohoto zobrazení a možností, jak zvolit normu je tedy mnoho. V praxi se však často vymezuje jistá třída norem, kterým se občas říká p-normy. Jejich definice zní takto
{\displaystyle \|{\vec {x}}\|_{p}={\Big (}\sum _{i=1}^{n}|x_{i}|^{p}{\Big )}^{\frac {1}{p}},\quad {\text{popřípadě}}\quad \|{\vec {x}}\|_{\infty }=\max _{1\leq i\leq n}|x_{i}|,}
kde {\displaystyle \scriptstyle \|\cdot \|_{p}}, popř. {\displaystyle \scriptstyle \|\cdot \|_{\infty }} označuje danou p-normu. Pro {\displaystyle \scriptstyle p=2} dostáváme klasickou Euklidovu normu vektoru. Dokázat první a druhou definiční vlastnost normy pro právě zavedená zobrazení je snadné. Pro důkaz trojúhelníkové nerovnosti lze pak použít Minkowského nerovnosti. Máme tak nyní vektorový prostor aritmetických vektorů, na němž je definován jednoparametrický systém norem. Pro práci s vektory a pro měření jejich délek si vždy zvolíme tu normu, s níž se nám v daném kontextu nejlépe pracuje.

#### Prostory matic
Výše jsme se zmínili, že matice mají velmi podobnou strukturu jako aritmetické vektory. Podobně jako na těchto vektorech bychom analogicky mohli zavést normu i na maticích obecných rozměrů. Na rozdíl od aritmetickým vektorů jsou však složky matic rozloženy do obdélníku, kterážto vlastnost umožňuje definovat násobek dvou matic. Obě matice přitom musí splňovat jednoduché požadavky na své rozměry. Násobit tedy nelze jakékoliv dvě matice. Pokud se ale omezíme jen na čtvercové matice (tj. ty mající stejný počet řádků a sloupců), tak toto omezení odpadá. Uvažujme nyní tedy prostor všech čtvercových matic řádu n a za těleso vezměme množinu reálných či komplexních čísel. Na tomto prostoru lze také zavést normu. V případě matic se ale kromě tří požadavků v definici normy požaduje ještě jedna vlastnost související s násobením matic. A sice
{\displaystyle (\forall \mathbb {A} \in T^{n,n})(\forall \mathbb {B} \in T^{n,n})(\|\mathbb {A} \mathbb {B} \|\leq \|\mathbb {A} \|\|\mathbb {B} \|),}
kde {\displaystyle \scriptstyle T} je buď množina reálných či komplexních čísel.
Norma na prostoru matic je tedy zobrazení, které matici přiřadí nezáporné číslo a splňuje přitom čtyři požadavky zmíněné výše. Pokud bychom uvažovali prostor matic, které nejsou obdélníkové a které tedy nelze mezi sebou násobit, tak čtvrtý požadavek odpadá, protože nemá smysl. Norem na prostoru matic existuje nekonečně mnoho, v praxi se jich však používá jen pár. Příkladem je např. Euklidova norma, které se též říká Frobeniova norma či Hilbert-Schmidtova norma a která je pro libovolnou matici {\displaystyle \scriptstyle \mathbb {A} \in T^{n,n}} definována následovně
{\displaystyle \|\mathbb {A} \|_{2}={\sqrt {\sum _{i=1}^{n}\sum _{j=1}^{n}|a_{ij}|^{2}}},}
kde {\displaystyle \scriptstyle a_{ij}} jsou prvky matice {\displaystyle \scriptstyle \mathbb {A} }. Jak je vidno, Euklidova norma na prostoru matic je přímým zobecněním Euklidovy normy na prostorech aritmetických vektorů.

#### Prostory lineárních operátorů
Jak jsme si výše ukázali, lineární operátor definovaný na vektorovém prostoru dimenze {\displaystyle \scriptstyle n} lze popsat pomocí {\displaystyle \scriptstyle n^{2}} čísel (uvažujeme-li prostory nad číselnými tělesy). Tato čísla přitom můžeme uspořádat do čtvercové matice řádu {\displaystyle \scriptstyle n}, čímž dostáváme matici lineárního operátoru. Každému lineárnímu operátoru tak přísluší jistá matice. Na vektorový prostor lineárních operátorů se tedy můžeme dívat podobně jako na prostor matic a obdobným způsobem na něm zavést normu, viz předchozí příklad. Násobení matic pak odpovídá skládání lineárních operátorů.
Zaměřme se nyní na lineární operátory definované na normovaném vektorovém prostoru {\displaystyle \scriptstyle V} nekonečné dimenze. Tyto operátory už nelze popsat maticí. Ta by totiž musela mít nekonečně mnoho řádků a sloupců. Mezi všemi operátory však můžeme vymezit podmnožinu tvořenou spojitými operátory, kterým se běžně říká omezené operátory. Pro každý omezený operátor {\displaystyle \scriptstyle L} existuje kladné číslo {\displaystyle \scriptstyle C_{L}} takové, že pro libovolný vektor {\displaystyle \scriptstyle {\vec {x}}\in V} platí nerovnost
{\displaystyle \|L({\vec {x}})\|\leq C_{L}\cdot \|{\vec {x}}\|.}
Obraz vektoru {\displaystyle \scriptstyle {\vec {x}}} při zobrazení {\displaystyle \scriptstyle L} má tedy normu nejvýše {\displaystyle \scriptstyle C_{L}}-krát větší, než je norma původního vektoru {\displaystyle \scriptstyle {\vec {x}}}. Zatím tedy uvažujeme, že je operátor definovaný na normovaném prostoru, do něhož spadají vektory {\displaystyle \scriptstyle {\vec {x}}}. Chceme nyní definovat normu samotného lineárního zobrazení.
Z právě uvedené definice je lineární operátor {\displaystyle \scriptstyle L} omezený, pokud existuje alespoň jedno číslo {\displaystyle \scriptstyle C_{L}} s vlastností výše. Takových čísel ale může být více, může jich být dokonce nekonečně mnoho. Když budeme uvažovat infimum množiny všech těchto čísel, tak dostaneme opět číslo, které splňuje danou vlastnost. Toto číslo nazýváme norma omezeného lineárního operátoru {\displaystyle \scriptstyle L}. V symbolech
{\displaystyle \|L\|=\inf\{C_{L}\}.}
Ačkoli jsme právě zavedli objekt, jenž jsme pojmenovali norma, neověřili jsme dosud, že skutečně splňuje definiční podmínky normy. Je tedy potřeba dokázat, že právě zavedené zobrazení, které omezenému lineárnímu operátoru přiřazuje infimum jisté množiny, skutečně normou je. To není těžké nahlédnout, vyjdeme-li z vlastností normy na vektorovém prostoru {\displaystyle \scriptstyle V}. Dokonce je pak rovnou splněn i vztah analogický čtvrtému požadavku na normu v prostoru matic. Sice
{\displaystyle \|(AB)\|\leq \|A\|\cdot \|B\|,}
kde {\displaystyle \scriptstyle A,B} jsou omezené lineární operátory a {\displaystyle \scriptstyle AB} je jejich složení. Máme-li již dokázané vlastnosti normy, můžeme právě uvedenou nerovnost odvodit následovně
{\displaystyle \|(AB)({\vec {x}})\|=\|A(B({\vec {x}}))\|\leq \|A\|\cdot \|B({\vec {x}})\|\leq \|A\|\cdot \|B\|\cdot \|{\vec {x}}\|,}
kde jsme v první rovnosti využili vlastností skládání zobrazení a pak po řadě definice normy pro operátor {\displaystyle \scriptstyle A} a {\displaystyle \scriptstyle B}. Jak vidíme, číslo {\displaystyle \scriptstyle \|A\|\cdot \|B\|} je příkladem čísla {\displaystyle \scriptstyle C_{L}} z definice výše, když položíme {\displaystyle \scriptstyle L=AB}. Protože norma operátoru {\displaystyle \scriptstyle AB} je z definice infimum všech čísel {\displaystyle \scriptstyle C_{L}}, je nutně
{\displaystyle \|AB\|\leq \|A\|\cdot \|B\|,}
což bylo dokázat.
Vektorový prostor omezených lineárních operátorů definovaných na nekonečněrozměrném normovaném vektorovém prostoru je tedy také nekonečněrozměrný normovaný vektorový prostor.

#### lpprostory
Výše jsme se zmínili o prostoru konvergentních posloupností. V této množině můžeme dále rozlišovat podmnožiny číselných posloupností, které konvergují "různě rychle". Matematicky je tento fakt zachycen v definici lp prostorů (l zde označuje malé písmeno L). Definice těchto prostorů umožňuje přímočaře zavést normu a jsou tak jedním z příkladů normovaných vektorových prostorů. Norma je přitom zavedena v analogii na {\displaystyle \scriptstyle p}-normy aritmetických vektorů, jak je naznačeno v předchozím příkladě. Konkrétně se pro dané {\displaystyle \scriptstyle p\geq 1} definuje
{\displaystyle l^{p}={\Big \{}(a_{n})_{n=1}^{\infty }\in \mathbb {C} {\Big |}\sum _{n=1}^{\infty }|a_{n}|^{p}<+\infty {\Big \}}.}
Navíc se dodefinovává
{\displaystyle l^{\infty }={\Big \{}(a_{n})_{n=1}^{\infty }\in \mathbb {C} {\Big |}\sup _{1\leq n<\infty }|a_{n}|<+\infty {\Big \}},}
kde {\displaystyle \scriptstyle \sup } označuje supremum všech prvků posloupnosti. O těchto množinách se dá díky Minkowského nerovnosti ukázat, že jsou uzavřené na součet dvou svých prvků. Součtem dvou řad z dané množiny dostaneme opět prvek dané množiny a má smysl hovořit o zavedení vektorového prostoru. Ověření axiomů vektorového prostoru je pak již rutinní záležitost. Normu lze v takovýchto prostorech definovat jako
{\displaystyle \|(a_{n})\|_{p}={\Big (}\sum _{n=1}^{\infty }|a_{n}|^{p}{\Big )}^{\frac {1}{p}},\quad {\text{popřípadě}}\quad \|(a_{n})\|_{\infty }=\sup _{1\leq n<\infty }|a_{n}|.}
K ověření, že takto definované zobrazení, které číselné posloupnosti přiřadí nezáporné číslo, splňuje trojúhelníkovou nerovnost přitom opět můžeme s úspěchem použít Minkowského nerovnosti. Dostali jsme tak rovnou jednoparametrický systém normovaných prostorů, pro každou konkrétní hodnotu parametru {\displaystyle \scriptstyle p\in \langle 1,\infty \rangle } máme daný lp prostor s danou {\displaystyle \scriptstyle p} normou.

#### Lpprostory
Analogii, či spíše zobecnění, lp prostorů představují Lp prostory. Zde se oproti předchozímu příkladu neuvažují číselné posloupnosti, ale měřitelné funkce. V definičních podmínkách se pak místo sum objevují integrály. Konkrétně nechť {\displaystyle \scriptstyle (X,\Sigma ,\mu )} je prostor s mírou, pak pro {\displaystyle \scriptstyle p\geq 1} definujeme
{\displaystyle L^{p}={\Big \{}f{\Big |}\ \int _{X}|f|^{p}\,\mathrm {d} \mu <+\infty ,\ f{\text{ je měřitelná funkce na }}X{\Big \}}.}
Navíc se dodefinovává
{\displaystyle L^{\infty }={\Big \{}f{\Big |}\ {\textrm {esssup}}_{x\in X}|f(x)|<+\infty ,\ f{\text{ je měřitelná funkce na }}X{\Big \}},}
kde {\displaystyle \scriptstyle {\textrm {esssup}}} označuje esenciální supremum funkce {\displaystyle \scriptstyle f} na množině {\displaystyle \scriptstyle X}.
Analogicky jako v případě lp prostorů bychom pomocí integrální podoby Minkowského nerovnosti ověřili uzavřenost daných množin na součet dvou funkcí a platnost axiomů vektorového prostoru (kde uvažujeme klasické sčítání funkcí a jejich násobení číslem). Definice daných množin nás opět přímočaře vede na definici normy
{\displaystyle \|f\|_{p}={\Big (}\int _{X}|f|^{p}\,\mathrm {d} \mu {\Big )}^{\frac {1}{p}},\quad {\text{popřípadě}}\quad \|f\|_{\infty }={\textrm {esssup}}_{x\in X}|f(x)|.}
Při ověřování trojúhelníkové nerovnosti bychom přitom opět využili integrální podoby Minkowského nerovnosti. Pro každé {\displaystyle \scriptstyle p\in \langle 1,\infty \rangle } tak máme daný Lp prostor s danou {\displaystyle \scriptstyle p} normou.